# Pierre-Buffière
 Pierre-Buffière  ist eine französische Kleinstadt mit 1.147 Einwohnern (Stand 1. Januar 2022) im Département Haute-Vienne in der Region Nouvelle-Aquitaine; sie gehört zum Arrondissement Limoges und zum Kanton Condat-sur-Vienne.

## Geographie
Pierre-Buffière liegt 15 Kilometer südsüdöstlich von Limoges und wird von Fluss Briance durchquert, in den hier die Nebenflüsse Blanzou und Breuilh einmünden.
Nachbargemeinden sind Saint-Hilaire-Bonneval im Nordosten, Vicq-sur-Breuilh im Südosten, Saint-Jean-Ligoure im Südwesten, Saint-Maurice-les-Brousses im Westen und Le Vigen im Nordwesten.

## Bevölkerungsentwicklung
| Jahr      | 1962 | 1968 | 1975 | 1982 | 1990 | 1999 | 2007 | 2020 |
| Einwohner | 1118 | 1237 | 1237 | 1156 | 1066 | 1106 | 1131 | 1163 |

## Toponymie
Der Ortsname Pierre-Buffière, früher peyro buffiero, bedeutet „windumtoster Felsen“. Er entspricht der früheren lateinischen Bezeichnung Petrabufferiâ und lautet auf Okzitanisch Pèirabufièira.

## Geschichte
Das Dorf entstand auf einem Felsvorsprung, der im Mittelalter befestigt wurde. Im 11. Jahrhundert erwähnt ein Kartenwerk der Abtei Solignac dort sowohl ein castrum (befestigtes Dorf) als auch ein castellum (Château). Dieses Château aus dem 11. Jahrhundert, später als untere Burg bezeichnet, befand sich zwischen der heutigen D420 und der Rue Saint-Côme. Im Burghof des Château wurde die kleine Kirche Saint-Côme-et-Saint-Damien errichtet. Das befestigte Dorf erstreckte sich nach Südosten bis zur Rue des Remparts, die so genannt wurde, weil sie dem Verlauf eines Walles folgt, der noch im 18. Jahrhundert sichtbar war. Die das Ensemble Sainte-Croix-Saint-Côme-et-Saint-Damien dominierende Kirche Sainte-Croix wurde als Erweiterung außerhalb der Schlossmauern angebaut.
Diese ursprünglich romanische Kirche wurde im 11. Jahrhundert von Gaucelin, dem Herrn von Pierre-Buffière, erbaut. Letzterer geriet 1061 in Konflikt mit seinem Oberbefehlshaber Vizegraf von Limoges, und der Streit wurde von der Abtei Solignac beigelegt, die zum Dank die Hoheit über die Kirche erhielt. Im 13. Jahrhundert wuchs das Dorf nach Osten auf die Anhöhe rings um die Kirche. Es entstand eine kleine befestigte Stadt, die vor allem von Händlern bevölkert war, die von der Baronie des Adelsgeschlechts derer von Pierre-Buffière profitierten. Die untere Burg verschwand damals, mit Ausnahme der Kirche Saint-Côme-et-Saint-Damien, die im 15. Jahrhundert zur Pfarrkirche wurde. Während der Revolution als Nationaleigentum konfisziert und verkauft, ist diese nun verschwunden, und es blieb nur die Kirche Sainte-Croix bestehen.
Im 16. Jahrhundert bekehrten sich die Barone von Pierre-Buffière zum Protestantismus und zählten zu den Führern der hugenottischen Partei im Limousin. Die Religionskriege führten zum Ruin der Familie, die dort bis zum frühen 17. Jahrhundert ausgestorben war, jedoch zahlreiche Allianzen, unter anderem mit bedeutenden protestantischen Familien wie den Ségur, Chabot und Gontaut-Biron, und Abkömmlingen des Louis de Bourbon aus dem Haus Bourbon-Busset, eingegangen war.
Siehe auch: Stammliste der Pierre-Buffière

### Pierre-Buffière im Zweiten Weltkrieg
Mit dem Ausbruch des Zweiten Weltkriegs entstanden in Frankreich mehrere Internierungslager für sogenannte unerwünschte Ausländer – vorrangig für Deutsche oder Österreicher.

Zu den unerwünschte Ausländern gesellten sich immer mehr auch unerwünschte Franzosen, Menschen, die kommunistische, antinationale, defätistische oder antifranzösische Äußerungen gemacht hatten. Eines der für sie bestimmten Lager war das Camp du Sablou in Fanlac. Von dort aus wurden am 30. Dezember 1940 228 Internierte in das Camp de Saint-Paul-d'Eyjeaux in Saint-Paul verlegt. Am 1. März 1941 wurden 155 dieser nach Saint-Paul überstellten Menschen per Bus zum Bahnhof von Pierre-Buffière gebracht, wo sie auf weitere 111 Gefangene aus anderen Lagern trafen. 

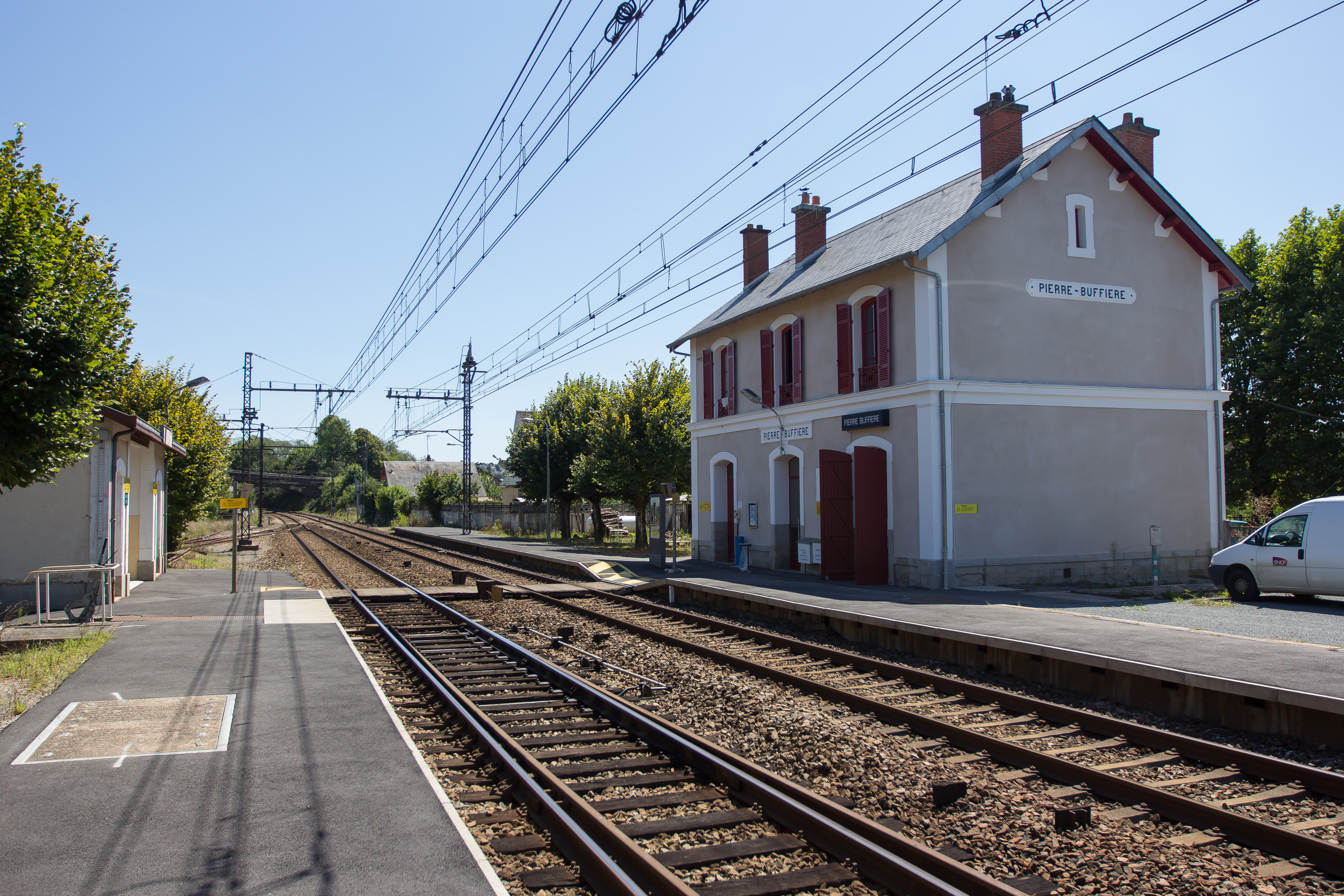
Der Bahnhof von Pierre-Buffière, 1941 Ausgangspunkt einer Deportation in ein nordafrikanisches Internierungslager

 Diese 266 Menschen wurden am gleichen Tag noch in einem Sonderzug von Pierre-Buffière aus nach Port-Vendres gebracht und von da aus per Schiff nach Nordafrika. Von Algier aus reisten die Gefangenen dann mit dem Zug nach El Djelfa, wo sie im Fort Cafarelli interniert wurden.
In Bellac beziehungsweise in dem zu Bellac gehörenden Weiler Saint-Saveur befand sich ein Lager für die Groupe de Travailleurs Étrangers 313 (GTE 313; Fremdarbeitergruppe).
Diese Gruppe, der überwiegend deutsche und österreichische Emigranten angehörten, wurde im Dezember 1942 nach Pierre-Buffière verlegt. Die Einheit bestand zu dem Zeitpunkt noch aus 80 Männern, deren Zahl sich bis Juni 1943 auf 39 verringerte, darunter auch sechs jüdische Internierte. Ob die GTE 313 im Juni 1943 aufgelöst oder abermals an einen anderen Ort verlegt wurde, ist nicht bekannt.

## Verkehr
Pierre-Buffière liegt an der Bahnstrecke Les Aubrais-Orléans–Montauban-Ville-Bourbon und wird im Regionalverkehr mit TER-Zügen bedient.

## Sehenswürdigkeiten
- Kirche Sainte-Croix-Saint-Côme-et-Saint-Damien, 1061 gebaut, im 13. und 18. Jahrhundert umgebaut, Monument historique
- Hôtel des Trois-Anges, Poststation aus dem 16. Jahrhundert, Monument historique

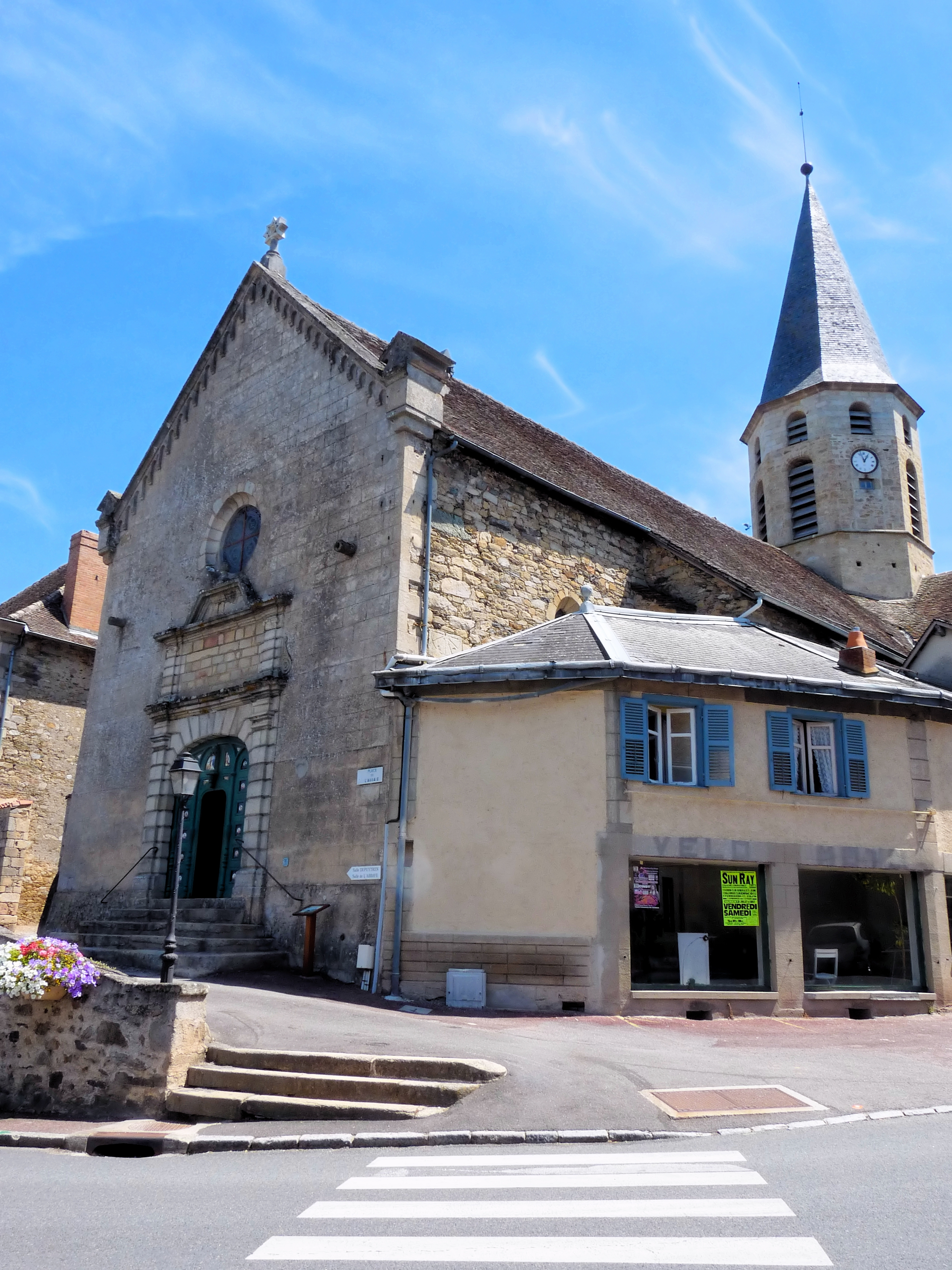
Kirche Sainte-Croix-Saint-Côme-et-Saint-Damien
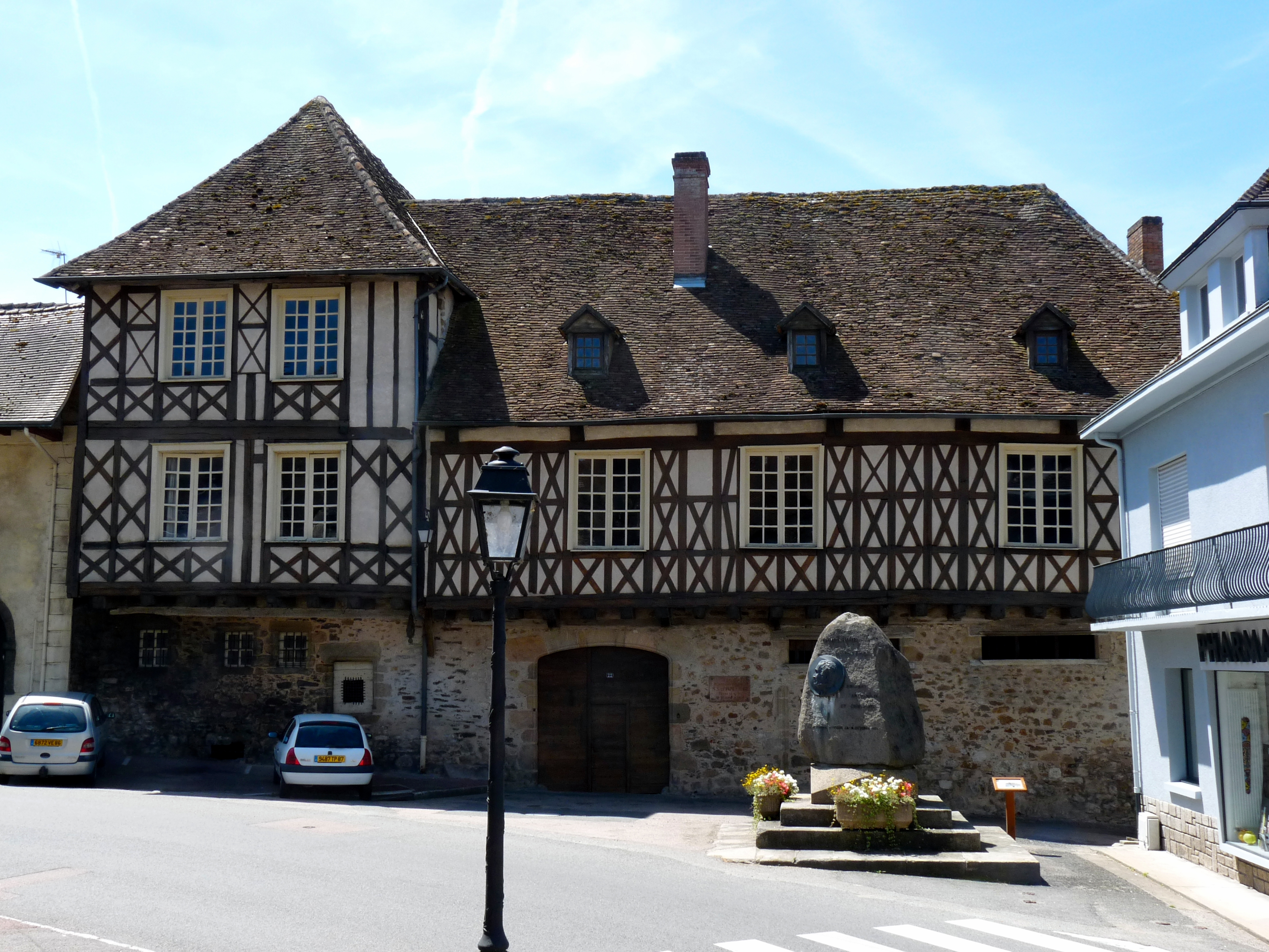
Hôtel des Trois-Anges
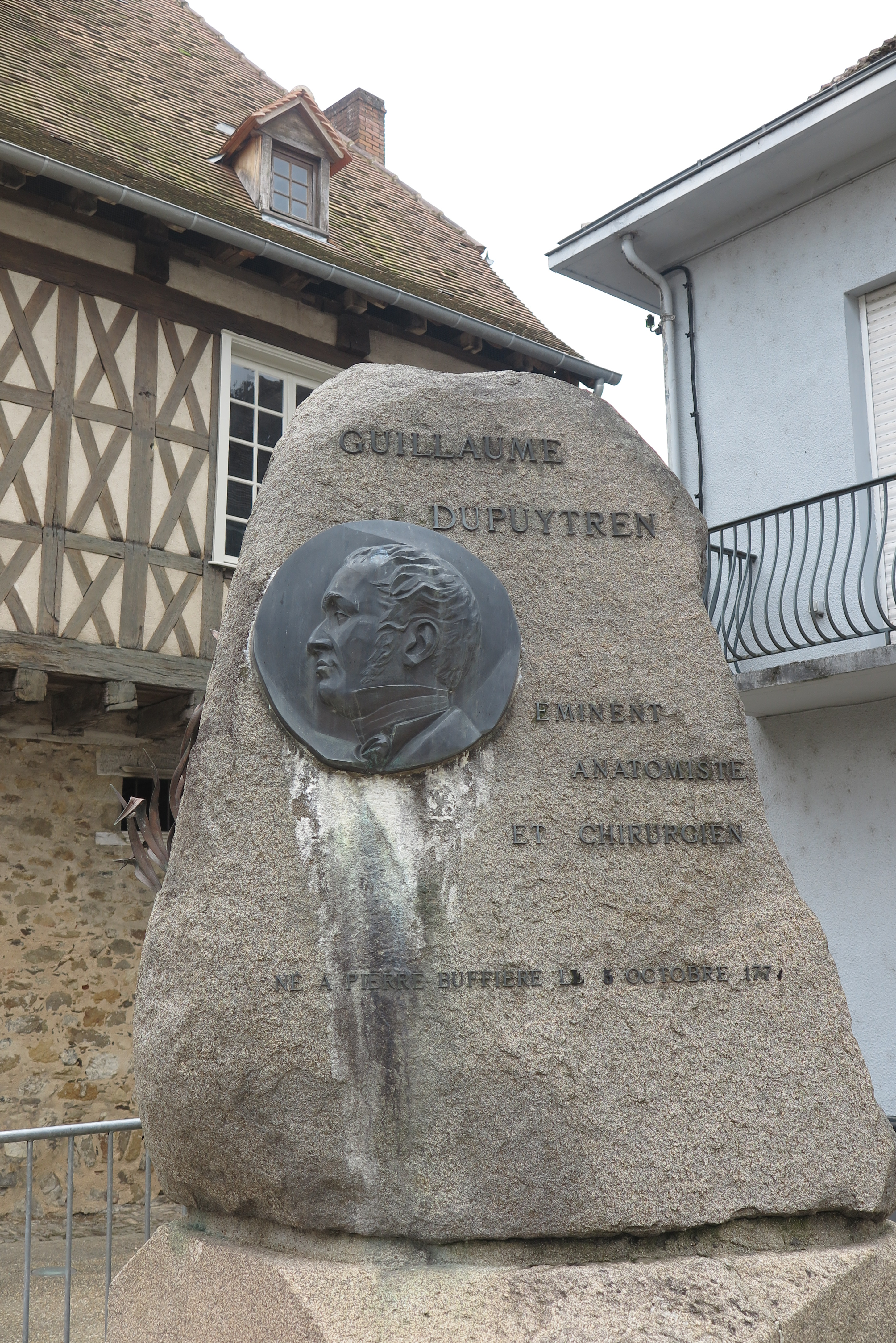
Gedenkstein für Guillaume Dupuytren
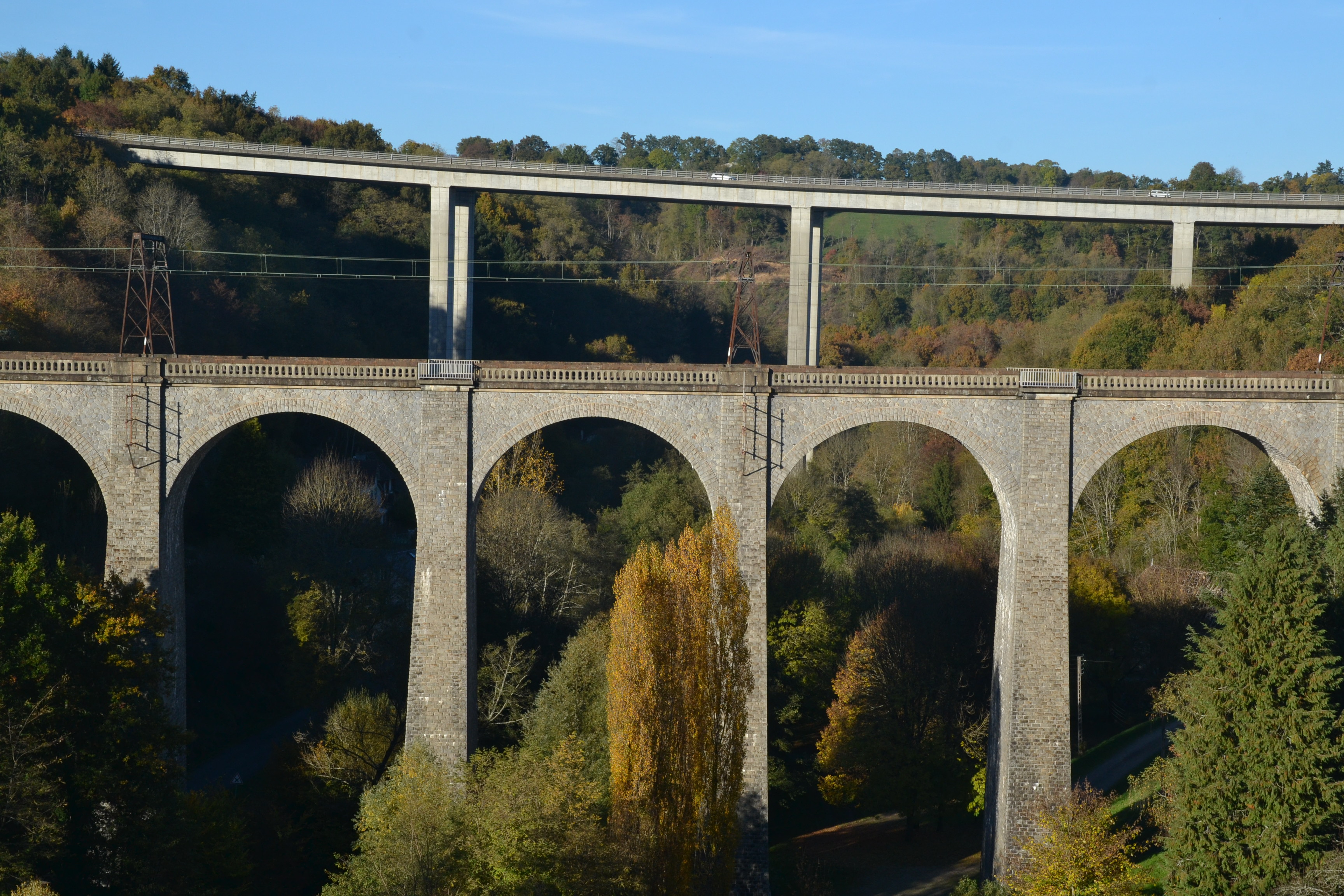
Das Autobahn und das Eisenbahnviadukt bei Pierre-Buffière.

## Persönlichkeiten
- Guillaume Dupuytren (1777–1835), Chirurg, wurde in Pierre-Buffière geboren
- Gabriel de Riqueti, comte de Mirabeau (1749–1791), Politiker, Physiokrat, Schriftsteller und Publizist, verbrachte einen Großteil seiner Kindheit in Pierre-Buffière und Saint-Bonnet-Briance